# Баґно (Куявсько-Поморське воєводство)
Баґно (пол. Bagno) — село в Польщі, у гміні Любень-Куявський Влоцлавського повіту Куявсько-Поморського воєводства.
Населення — 245 осіб (2011).
У 1975-1998 роках село належало до Влоцлавського воєводства.

## Демографія
Демографічна структура станом на 31 березня 2011 року:
|          | Загалом | Допрацездатний вік | Працездатний вік | Постпрацездатний вік |
| -------- | ------- | ------------------ | ---------------- | -------------------- |
| Чоловіки | 124     | 34                 | 80               | 10                   |
| Жінки    | 121     | 23                 | 72               | 26                   |
| Разом    | 245     | 57                 | 152              | 36                   |